# Ube (Giappone)
Ube (宇部市?, Ube-shi) è una città giapponese della prefettura di Yamaguchi.